# Mary Schneider
Mary Schneider, född 25 oktober 1932 i Queensland, är en australiensisk sångerska med tyska rötter. Hon är framförallt känd för sina joddeltolkningar av klassisk musik.
Mary Schneider är det yngsta barnet i en musikalisk familj och lärde sig tidigt att joddla och att spela ukulele. Tillsammans med sin syster Rita bildade hon i tonåren en country-duo som blev mycket populär. Senare framträdde hon som solist med country- och jazz-tolkningar och belönades bland annat med fem Mo Awards. Under 1980-talet spelade hon in sin första skiva med joddelversioner av klassiska musikstycken. Hennes musik har bland annat använts i TV-serier som till exempel Sex and the City. Hon har också medverkat i det brittiska TV-programmet Eurotrash och vid Expo 2000 framträdde hon tillsammans med José Carreras och Sir Peter Ustinov. Scheniders dotter Melinda (född 7 oktober 1971) är verksam som countrymusiker.

## Diskografi (Urval)
- Yodelling the Classics Vol. 1 (1997)
- Yodelling the Classics Vol. 2 (2001)